# مایکل آبرکرامبی
مایکل ابرکرومبی FRS (۱۴ اوت ۱۹۱۲–۲۸ مه ۱۹۷۹) زیست‌شناس و جنین شناس انگلیسی بود. او یکی از چهار فرزند شاعر لاسلس ابرکرومبی بود.

## اوایل زندگی
مایکل در ریتون در گلاسترشر در ۱۴ آگوست سال ۱۹۱۲به دنیا آمد، سومین پسر شاعر و منتقد، و همسرش، کاترین، جراح در گرانگ آور سندز است. عموی او برنامه‌ریز مشهور شهر انگلیس، پاتریک ابرکرومبی بود.
ابرکرمبی به مدرسه کالج لیورپول و سپس مدرسه گرامر لیدز رفت. در سال ۱۹۳۱ وی برای تحصیل در رشته جانورشناسی زیر نظر پروفسور گاوین دی بیر با حمایت بورس تحصیلی هاستینگز وارد کالج کویین، دانشگاه آکسفورد شد. به او درجه یک درجه SC مدرک در سال ۱۹۳۴اعطا شد. .

## حرفه علمی
وی برای انجام تحقیقات دکترا به آزمایشگاه تحقیقاتی Strangeways در دانشگاه کمبریج رفت. در سال ۱۹۳۸ در دانشگاه بیرمنگام به عنوان مدرس استخدام شد، و در عین حال یک بورس تحصیلی پژوهشی در کالج کوئین، دانشگاه آکسفورد داشت. وی در بیرمنگام با استاد دیگری به نام مینی جانسون ملاقات کرد که در ۱۷ ژوئیه ۱۹۳۹ با او ازدواج کرد. وی در جنگ جهانی دوم به عنوان نامناسب برای خدمت سربازی طبقه‌بندی شد و به دانشگاه آکسفورد نقل مکان کرد تا تا سال ۱۹۴۳ در زمینه ترمیم زخم و بازسازی اعصاب کار کند، سپس به بیرمنگام بازگشت.
در سال ۱۹۴۷ او و همسرش به بخشهای آناتومی و جانورشناسی در دانشگاه کالج لندن نقل مکان کردند. وی در سال ۱۹۵۸ به عنوان عضو انجمن سلطنتی انتخاب شد. وی سرانجام از سال ۱۹۷۰ تا زمان مرگ خود به سمت مدیر آزمایشگاه تحقیقاتی Strangeways در کمبریج درآمد. در اینجا ابرکرمبی رشد جمعیت سلول و رفتار آن را مطالعه کرد.
- Abercrombie, M. (1950) فرهنگ زیست‌شناسی
- Abercrombie, M. and Ambrose, EJ (1958). مطالعات میکروسکوپ تداخل در مورد تماس سلولی در کشت بافت. انقضا Res Resell 15: 322–345.
- Abercrombie, M. and Heaysman, JEM (1953). مشاهدات مربوط به رفتار اجتماعی سلولها در کشت بافت. I. سرعت حرکت فیبروبلاستهای قلب جوجه در ارتباط با تماسهای متقابل آنها. انقضا Res Resell. 5: 111–131.
- Abercrombie , M. و Heaysman , JEM (1954a). مشاهدات مربوط به رفتار اجتماعی سلولها در کشت بافت. دوم «تک لایه شدن» فیبروبلاست‌ها. انقضا Res Resell 6: 293–306.
- ابرکرمبی همچنین به دلیل ویرایش و بنیانگذاری کتاب درسی زیست‌شناسی پنگوئن مشهور است. وی یکی از بنیانگذاران و اولین ویراستار (۱۹۵۳–۶۲) مجله جنین‌شناسی و مورفولوژی تجربی بود (که در ۱۹۸۷ توسعه به آن تغییر یافت).